# Laufkraftwerk Ferlach-Maria Rain
Das Laufkraftwerk Ferlach-Maria Rain ist ein Laufkraftwerk an der Drau zwischen den Gemeinden Ferlach und Maria Rain. Das Kraftwerk staut die Drau über zehn Kilometer bis zum oberliegenden Kraftwerk Feistritz/Ludmannsdorf auf und bildet so den Ferlacher Stausee.

## Technische Daten
Das Kraftwerk wurde in den Jahren 1971 bis 1975 von der ÖDK in einer Kooperation mit der Kelag errichtet. Es ist unbemannt und wird vom Kraftwerk Feistritz/Ludmannsdorf aus gesteuert. Die Nennleistung ist 75 MW. Die Jahresproduktion ist 318 GWh. Die Stauhöhe beträgt ca. 17 m; zur Erhöhung der Fallhöhe wurde die Flusssohle unterhalb des Kraftwerks um 4,5 m gesenkt. Die beiden Kaplan-Turbinen leisten jede maximal 39 MW, die zugehörigen Drehstrom-Synchrongeneratoren maximal 50 MVA.